# Lutjanus viridis
Lutjanus viridis és una espècie de peix de la família dels lutjànids i de l'ordre dels perciformes.

## Morfologia
- Els mascles poden assolir 30 cm de longitud total.[2][3]

## Hàbitat
És un peix marí de clima tropical i associat als esculls de corall que viu entre 3-30 m de fondària.

## Distribució geogràfica
Es troba des de Mèxic fins a l'Equador, incloent-hi les Illes Galápagos i Revillagigedo.

## Ús comercial
És capturat amb xarxes de pesca i es comercialitza fresc.